# Gil Garcia
Gil Garcia (Lisboa, 29 de julho de 1958) é um professor de filosofia, politico e fundador do partido MAS (Movimento Alternativa Socialista)  e antigo presidente do partido FER (Frente de Esquerda Revolucionária).
Em 1989 defendeu a libertação de alguns dos detidos do caso das Forças Populares 25 de Abril como José Ramos Santos e mostrou-se solidário com os detidos, também defendeu em 10 de março 2012 a rutura com Bloco de Esquerda devido a estes não terem aceitado a tese de uma plataforma unitária entre PCP/BE. O partido cujo Gil Garcia lidera é também membro da coligação Agir AGIR.